# Wilhelma (Magdeburg)

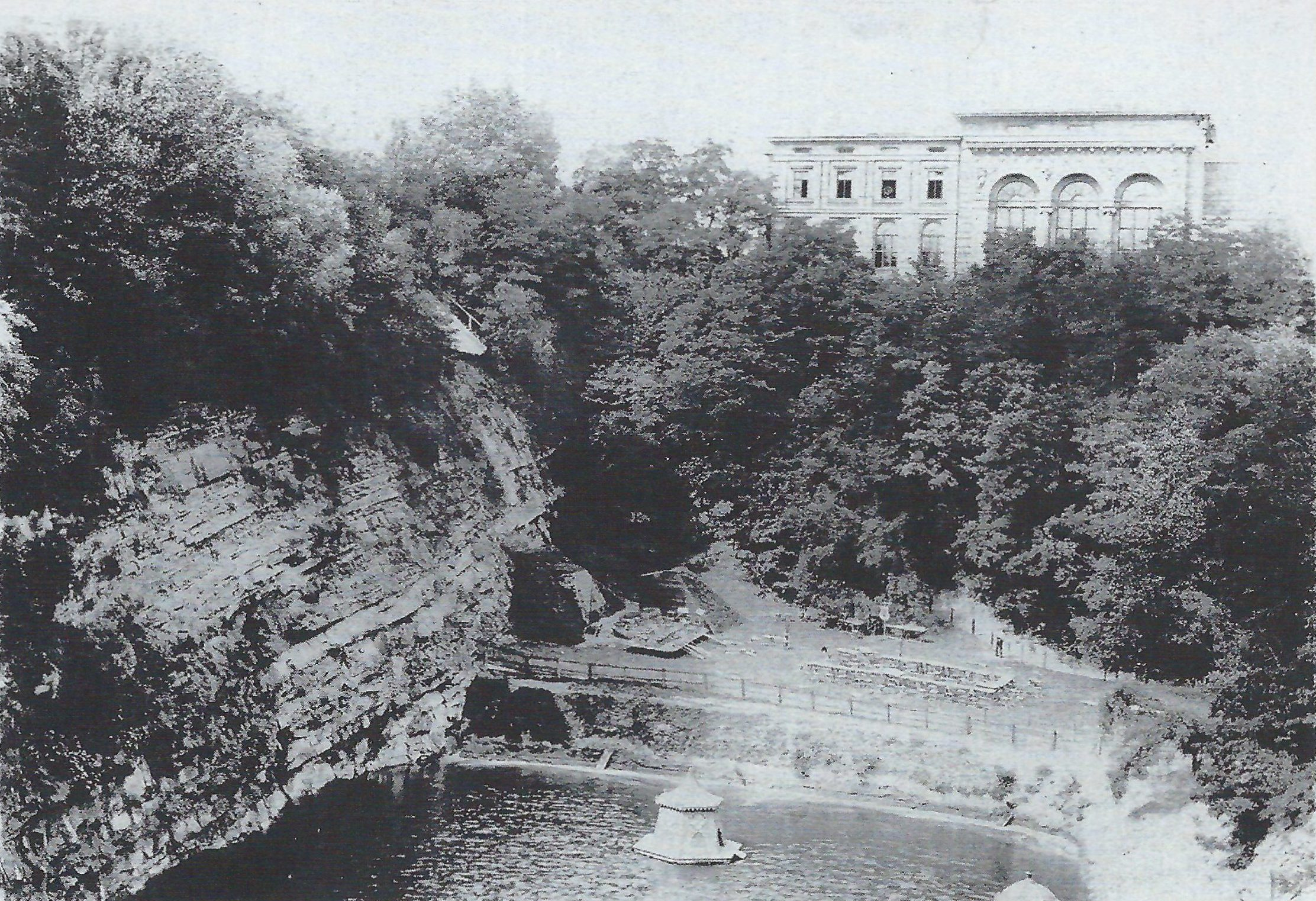
Wilhelma, Blick von Osten auf das Wilhelma Gebäude an der Lübecker Straße, Anfang der 1890er Jahre

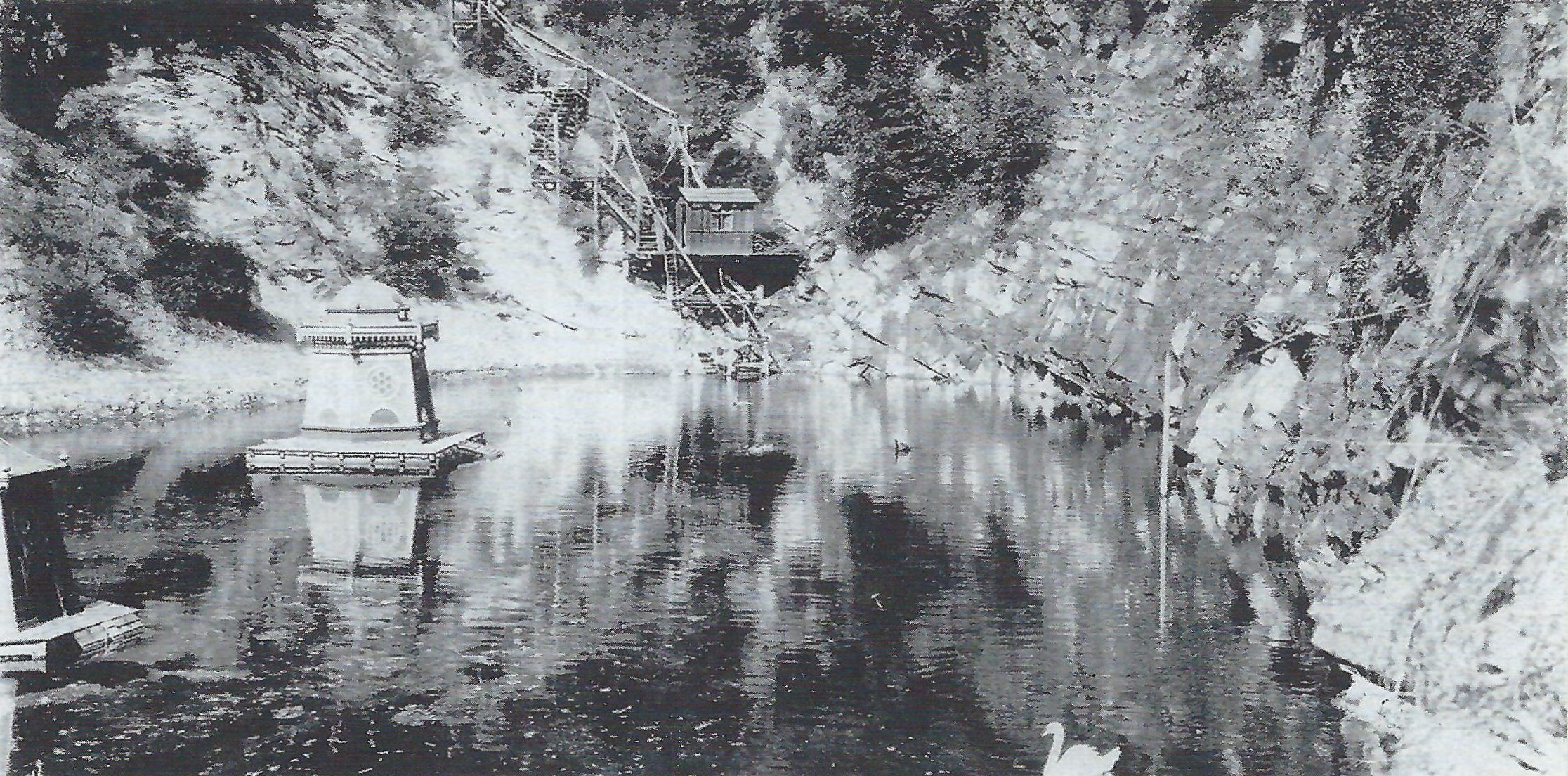
Steinbruch

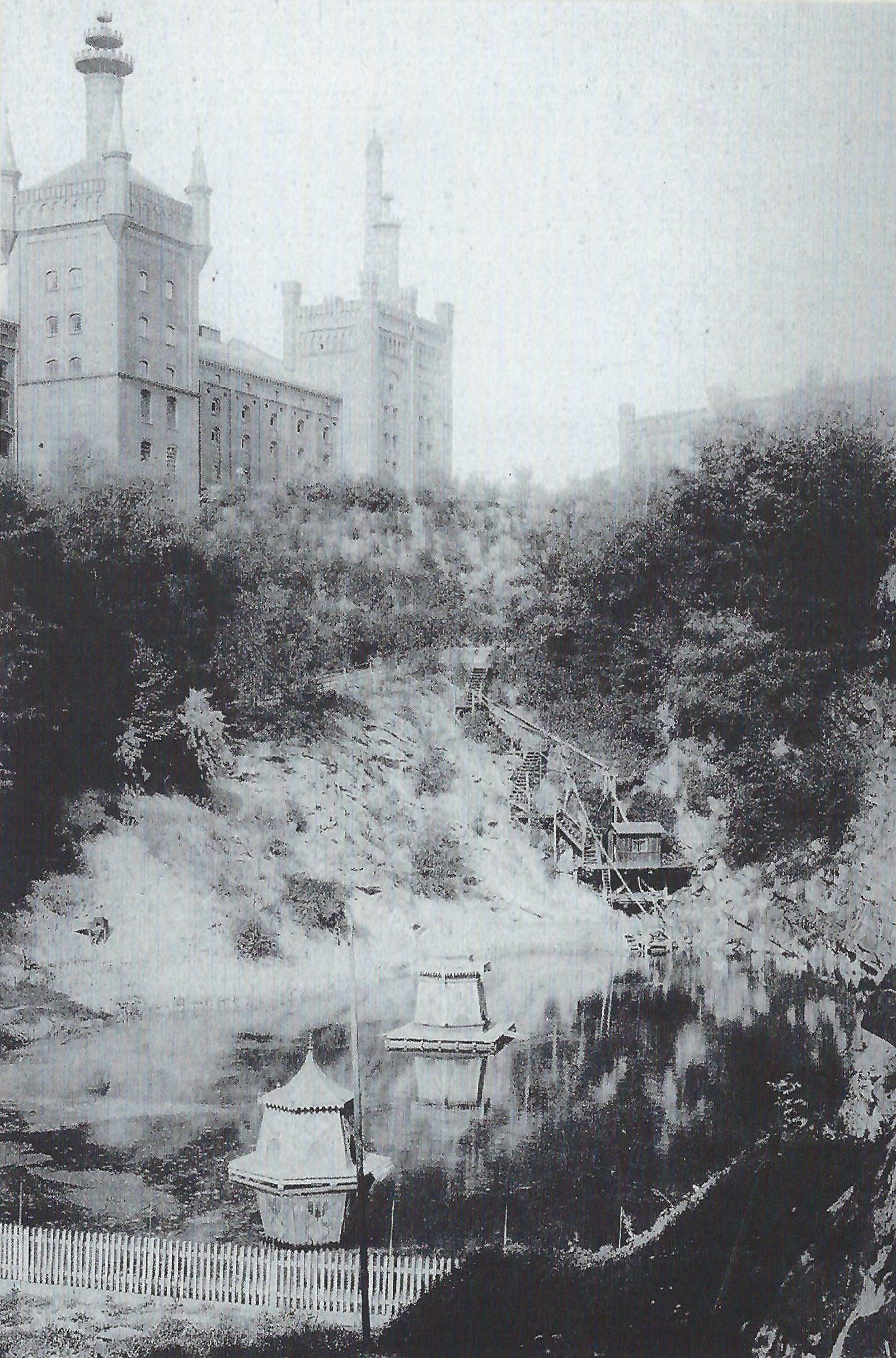
Blick über den Steinbruch nach Nordosten zur Actienbrauerei

Die Wilhelma war ein großes Vergnügungslokal in Magdeburg.

## Lage
Das Lokal befand sich im Magdeburger Stadtteil Neue Neustadt, auf der Ostseite der Lübecker Straße an der Adresse Lübecker Straße 129, südöstlich gegenüber dem Neustädter Friedhof.

## Geschichte
An der Lübecker Straße waren im 19. Jahrhundert zwischen der südlich gelegenen Eisenbahnstrecke und der nördlich befindlichen Mittagstraße diverse Steinbrüche entstanden. An einem der Steinbrüche siedelte sich 1843 die Brauerei Wernicke an, aus der sich später die Actien-Brauerei und letztlich die Diamant-Brauerei entwickelte. Das zum Brauen erforderliche Wasser entnahm man dem nahe der Lübecker Straße gelegenen Faberschen Steinbruch. In dessen Sohle wurde eine Bohrung eingebracht, die einen Brunnen ergab, dessen Wasser bis in die Brauerei drückte. Zur Lagerung und Kühlung des Biers wurde ein Keller in den Felsen geschlagen. Der Steinbruch füllte sich im Laufe der Zeit mit Wasser, so dass ein kleiner See entstand.
Die für die Region ungewöhnlichen steilen Hänge wurden zu einer romantischen Gebirgslandschaft gestaltet. Es wurden steile Serpentinenwege angelegt, die hinab zum 24 Meter tiefer liegenden See führten. In dem Felsen bestand ein Tunnel. Auf dem auch als Schwanenteich bezeichneten See gab es ein Schwanenhäuschen. Es hatte im Dunkeln eine prächtige bengalische Beleuchtung. Auf dem Teich konnten Ruderboote ausgeliehen werden. Die durch die Steilwände geprägte Akustik führte dazu, dass im Steinbruch gerne Chöre auftraten.
1844 befand sich direkt an der damals als Wolmirstedter Chaussee bezeichneten Lübecker Straße auf Straßenniveau eine zweigeschossige Bierhalle. Am 12. März 1864 wurde in der Neustädter Bierhalle, die Association zur Anschaffung nötiger Lebensbedürfnisse zur Neustadt-Magdeburg gegründet. Aus der Gesellschaft ging die später regional bedeutende Konsumgenossenschaft Magdeburg hervor. Um 1873 entstand dann zwischen der Straße und dem Steinbruch ein neues größeres Gebäude. Der Name des Tanz- und Gesellschaftslokals veränderte sich von Neustädter Bierhalle zu Wilhelma. Es entstand ein Saalbau mit angefügte Bühne. Im Erd- und Obergeschoss bestanden jeweils zwei Nebensäle. Das obere Geschoss verfügte darüber hinaus über eine Galerie mit 15 Bögen und einer Orchesterloge. Ein Nebensaal verfügte über einen offenen Balkon und bot insgesamt 1400 Personen Platz. Auf dem Gelände befand sich ein Konzertgarten mitsamt Kaffeesaal, Musikhalle und Veranda. Darüber hinaus verfügte die Anlage über einen großen Sommersaal. Die Gesamtkapazität betrug etwa 5000 Plätze. Die Wilhelma war eine bekannte Sehenswürdigkeit und gesellschaftlicher Treffpunkt. Es fanden Konzerte, Bälle und Tanzabende statt. Im Sommer waren Gartenkonzerte beliebt, in den Wintermonaten wurden auch Maskenbälle und Bockbierfeste durchgeführt. Beliebt war das elegant eingerichtete Wiener Café.
Im Objekt wurden auch große Veranstaltungen und Kongresse durchgeführt. So tagten hier 1928 der Deutsche Holzarbeiterverband, der Deutsche Baugewerksbund sowie das Reichsbanner Schwarz-Rot-Gold.
Während des Zweiten Weltkriegs wurde die Wilhelma beim Luftangriff auf Magdeburg am 16. Januar 1945 stark zerstört. Die Gebäude brannten aus. Erhalten blieb lediglich die Eingangshalle. Am 20. Juli 1945 wurde ein Bauantrag gestellt, um dort Notwohnungen und ein Speiselokal einzurichten. Tatsächlich wurde am 23. Oktober 1945 einer Anni Müller eine Schankerlaubnis erteilt. Es entstand eine Speisegaststätte, in der auch wieder Tanzveranstaltungen durchgeführt wurden.
Letztlich wurde die Gaststätte jedoch am 25. Juli 1952 geschlossen. Die Enttrümmerung insbesondere des Bereichs um die Morgenstraße erfolgte mittels einer Trümmerbahn, mit der der Schutt in den Steinbruch verbracht wurde, der so 1952/1953 vollständig mit Schutt verfüllt wurde und verschwand. In späterer Zeit wurde der Bereich mit Gewerbebauten neu bebaut.